# Escudella de Castellterçol

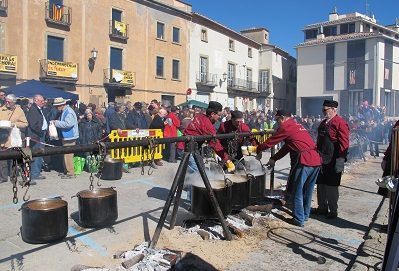
La festa de l'Escudella, a la plaça Prat de la Riba

La festa de l'Escudella se celebra a Castellterçol el dimarts de Carnaval. Es cuinen una trentena de calderes d'escudella i es reparteix entre veïns i visitants. Es tracta d'una de les celebracions més antigues del poble, tot i que no és té massa clar el seu origen. Aquest àpat de Carnaval és típic a diversos llocs de Catalunya, tot i que té noms diferents: ranxo, sopa, escudella... Les receptes són úniques, immemorials i totes ben particulars. L'escudella de Castellterçol porta carn, pasta i arròs. No fa servir verdures i té fama de ser grassa i consistent.

## Orígens i història
No és massa clar l'origen de la festa de l'escudella. I, de fet, hi ha diverses teories, tot i que no n'hi ha cap de documentada. S'explica en el llibre Castellterçol, Història de la vila i el seu terme, que aquest àpat comunitari ja es feia al segle xvi. Potser per agafar forces abans del dejuni de la quaresma. Una altra versió assegura que, en una època de misèria, molts pobres passaven per les cases a demanar caritat, i en aquesta diada el poble els podia oferir un àpat calòric.
Jaume Carrera i Pujal diu al seu llibre La vila de Castellterçolque es tractava d'oferir un plat calent als que presenciaven les festes de Carnaval. Potser perquè no hi havia fondes o potser per estalviar diners, es donava escudella als qui portaven el seu propi plat. I això incloïa la gent del poble, els pagesos i veïns de petits nuclis rurals de l'entorn i els forasters. Tenir el dinar assegurat no deixava de ser un al·licient per atraure visitants. 
En tot cas, aquest dinar popular ha persistit i s'ha convertit en una de les celebracions més antigues de Castellterçol. Mai s'ha deixat de fer, tot i que les quantitats han variat molt. A principis del segle XX només es feien unes quatre o cinc calderes d'escudella. Actualment se'n cuinen entre vint-i-cinc i trenta.
Tradicionalment, les calderes o perols s'instal·laven en filera a un carrer estret, anomenat Call de l'Escudella. Quan l'àpat estava llest, es transportaven fins a la Plaça Prat de la Riba i allà es repartia. Des de fa uns anys tota la celebració es fa ja en aquesta plaça, la més cèntrica i gran del poble. Els veïns del poble solien cedir les seves pròpies calderes d'aram per poder cuinar l'escudella, i en l'actualitat les proporciona l'ajuntament, d'acer inoxidable, més fàcils de netejar i totes de la mateixa mida.

## Elaboració

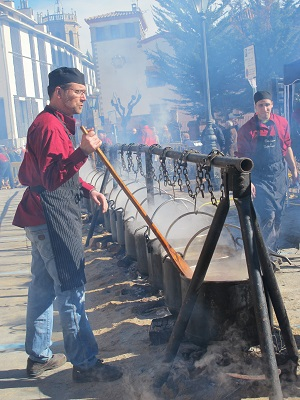
Calderes penjades amb clemàstecs sobre el foc.

Aquest àpat popular l'organitzen i cuinen els membres de l'entitat Escudellers de Castellterçol. Es posen a treballar a les set del matí, fent el foc per coure el caldo. Cap a les nou col·loquen les calderes i les omplen d'aigua, uns seixanta litres per a cadascuna. Després hi posen els primers ingredients: la sal, l'oli i el llard. En unes calderes a part hi van coent la carn: vedella, carn magra i costella de porc, botifarra negra i pollastre.
Quan l'aigua bull, s'hi tira la carn cuita, sal i pebre. I es deixa coure aquesta barreja. L'escudella es va remenant amb unes lloses de fusta, i amb unes escumadores se'n treuen les impureses.Vint minuts abans de servir l'escudella, s'hi afegeix l'arròs i els fideus.
Tot el procés dura unes quatre hores. A la una del migdia es reparteix l'àpat. Els escudellers agafen enormes cullerots i van omplint pots, cassoles, tasses i carmanyoles. A Castellterçol l'escudella és gratuïta per a tothom. Només cal portar un recipient per poder-la recollir. Tradicionalment, i si el temps ho permet, es menja a la plaça o en altres racons del poble.

## Federació d'escudelles, ranxos i sopes històriques de Catalunya
Els Escudellers de Castellterçol són una de les set colles fundadores de la FERSHC. També en formen part el Ranxo de Capmany, la Comissió de Santa Llúcia de Gelida, la Confraria de Sant Antoni Abat de la Seu d'Urgell, les Festes del Ranxo de Pons, La Sopa de Verges i la Comissió del Ranxo de Vidreres.
El 10 de novembre de 2018 es va fer a Campmany l'acte fundacional de la Federació. L'entitat té els següents objectius bàsics: 
- Agrupar les colles o associacions històriques de Catalunya que intenten preservar aquests esdeveniments culinaris com a patrimoni local.
- Fer recerca de les menges populars i tradicionals catalanes i preservar aquesta memòria històrica.
- Buscar el reconeixement institucional. Iniciar un projecte comú per convertir-se en Festes Patrimonials d'Interès Nacional de Catalunya. I per aconseguir el reconeixement de la UNESCO com a Patrimoni Cultural Immaterial.